# 成為名留歷史的壞女人吧
《成為名留歷史的壞女人吧》（日语：歴史に残る悪女になるぞ）是由大木戶泉所撰寫的日本輕小說。2018年12月11日開始在成為小說家吧連載。
2019年8月起經B's-LOG文庫發行實體書，早瀨淳擔綱插圖。改編漫畫由保志明里擔任作畫。2020年5月起於月刊《B's-LOG COMIC》開始連載。
2023年8月9日，宣佈將改編為電視動畫。並於2024年3月宣佈由MAHO FILM擔任動畫製作，2024年10月開始播放。

## 故事簡介
最討厭「好孩子」故事設定的主角，卻意外的轉生到自己最喜歡的女性向戀愛遊戲當中，並且成為遊戲裡反派千金。既然已經如願以償地轉生到此處，她索性從小就立下志向，一定要成為能夠名留青史、世界上最出色的壞女人。

## 登場人物

### 主要角色
威廉斯·艾莉西亞（聲：中村環奈／種崎敦美（廣播劇））
出生在擅長使用暗魔法的威廉斯家，其實是轉生者，從小就是一個認知偏差的少女，超討厭漂亮事。希望自己能夠成為一個志向远大，始终保持冷静且深思熟虑，是内心意志坚定的惡役千金，並且揚名立萬。七岁那天绽放了一夜的黑色之花。
10岁发烧时，杜克担心她想要让她吃药，但艾莉西亚烧的严重，头脑来不及反应。没办法的杜克只能用接吻的方式让她吃药。（第一次）
看到珍剪乱卡萝尔的头发，而且还要用剪刀刺杀卡萝尔。艾莉西亚直接用了魔法，把剪刀抢了过来，并把自己的头发剪短，和卡萝尔同样的发型。
席卡·杜克（聲：石川界人／內田雄馬（廣播劇））
迪魯基斯國的第一王子，擅長使用水魔法。平時態度非常冷靜，對任何人都不會露出笑臉，又被稱為「冰山王子」。在原本乙女遊戲裡被設定為只對女主人公微笑，但在本劇中卻一反既往，對主角艾莉西亞面露微笑。出生那天，王国里盛开着蓝玫瑰。
为了让心爱的艾莉西亚到拉瓦尔国调查，自己假装失忆，让艾莉西亚流放。艾莉西亚知道后，杜克不装了，利用瞬间转移的魔法让自己到艾莉西亚的身边，并和艾莉西亚接吻。（第二次）
基爾（聲：高橋李依／伊瀨茉莉也（廣播劇））
住在洛亞奈村的少年。雙親被殺後作為奴隸過活。别看他年纪轻轻却有着连成年人都惊叹的聪明才智。遇见艾丽西亚后，成為了艾莉西亚的跟班。
威爾（聲：家中宏／田村睦心（10歲））
路克的哥哥，与弟弟相差11岁。洛亞奈村村民。雖然看上去年老體衰，但是有著很深的洞察力與博識。10岁就达到了80级，本该背负国家重任的继承人。却因为对自己的魔力有极大的信心而试图发动100级的魔力，导致失去了魔力，无法成为下一任国王。
后来路克成为国王后，开始辅佐国王。但路克的母亲非常溺爱路克而嫌威尔碍眼，路克也很喜欢母亲所以相信了母亲的话，不想被连国王都不是的威尔指手画脚。而这样的事却被视为谋害国王以流放之刑，也就是洛亚奈村，还被挖掉了双眼。直到艾莉西亚的出现，艾莉西亚把自己的一只眼睛给了威尔。威尔才重新看到了世界。后来艾莉西亚把他带到国王面前，他们兄弟才能再次重逢。
蕾贝卡（聲：大久保瑠美）
被纵火的房子的幸存者。艾莉西亚的专属情报员，在洛亞奈村庄担任“救世主”的职务。因脚已经被烧坏，所以被艾丽西亚砍断了脚，再用治疗魔力治疗她。
涅特（聲：熊谷健太郎）
脸上有疤痕，说话很直接，身体强壮守护着洛亞奈村庄。一开始不相信有一天艾莉西亚会解放村子，随后渐渐信任。喜欢蕾贝卡。
凱瑟·莉茲（聲：石見舞菜香）
原本乙女遊戲世界裡的女主人公。性格善良，不喜欢斗争，拥有只有圣女才有的魅力魔法，会不知觉的利用魅力魔法操控别人。想法特别天真，认为只要所有人幸福，不平等就会消失，经常认为自己说的话都是对的。有时也会作出愚蠢的举动，差点害死艾莉西亚，也激怒了杜克。出生那天，盛开着金玫瑰。
因为嫉妒艾莉西亚获得杜克的笑容，导致魅力魔法失控，让珍剪乱卡萝尔的头发。上艾丽西亚的后表示了非常恨她，也对杜克表白却遭到拒绝，直到艾莉西亚说「你只需考虑自己的幸福」，才清醒过来。
威廉斯·亞爾伯特（聲：逢坂良太）
威廉斯家長子。比艾丽西亚大5岁，寵愛著可靠的艾莉西亞。在乙女游戏中，是女主角的目标之一。
威廉斯·艾倫（聲：天崎滉平）
艾莉西亞的雙胞胎哥哥，威廉斯家的次子&三儿子。比艾丽西亚大3岁，在乙女游戏中，是女主角的目标之一。与芬和艾瑞克同岁。
威廉斯·亨利（聲：石谷春貴）
艾莉西亞的雙胞胎哥哥，威廉斯家的次子&三兒子。比艾丽西亚大3岁，在乙女游戏中，是女主角的目标之一。与芬和艾瑞克同岁。
哈德遜·艾瑞克（聲：伊東健人）
五大贵族之一哈德逊家族的儿子。使用的魔法是火属性，性格热情直率。在乙女游戏中，是女主角的目标之一。
史密斯·芬（聲：村瀨步）
五大贵族之一史密斯家族的儿子。使用的魔法是光属性，总是像天使一样笑。在乙女游戏中，是女主角的目标之一。
伊凡斯·蓋爾（聲：千葉翔也）
五大贵族之一伊凡斯家族的儿子。使用的魔法是风属性，性格沉稳，深思熟虑。在乙女游戏中，是女主角的目标之一。
肯伍德·柯堤斯（聲：岡本信彥）
不是五大贵族之一，但从小就和同龄的杜克和阿尔伯特关系密切。使用的魔法是绿属性，性格友善。在乙女游戏中，是女主角的目标之一。
威廉斯·阿諾德（聲：興津和幸）
威廉斯家族的家主，艾莉西亞的父亲。非常心疼自己的女儿。
威廉斯·蕾拉（聲：中原麻衣）
艾莉西亚的母亲。在艾丽西亚七岁时看到绽放了一夜的黑色之花，并小心的保存起来。
席卡·路克（聲：子安武人）
现任国王。杜克的父亲，威尔的弟弟。性格温和，与哥哥差11岁。很早就注意到艾莉西亚的聪明才智。再次见到威尔，还能顺口自然的说出称呼「哥」。
罗丝（聲：鷲見 友美ジェナ）
威廉斯家的仆人。
波尔（聲：野岛健儿）
清闲的低价贵族，使用的魔法是绿属性。因为想要帮助人而开的植物店。
梅爾（聲：本渡楓）
有着粉色的头发和眼睛。杜克的专属情报人员，喜欢艾莉西亚。擅长隐秘行动，最讨厌凱瑟·莉茲，与卡萝尔是亲戚关系。称艾莉西亚为艾莉艾莉。
乔森·尼尔（聲：长谷德人）
莉兹的忠实信徒。因派人欺负艾莉西亚而受到了王室的处分。
玛丽卡（聲：川井田夏海）
被珍命令为了让艾莉西亚成为众夭之，但以失败告终。
珍（聲：永濑安奈）
莉茲忠实的朋友之一，脸上有雀斑。命令玛丽卡为了让艾丽西亚成为众夭之，但以失败告终。被莉兹控制而剪乱了卡萝尔的头发，说卡萝尔变成这副样都是艾莉西亚的错。但再次看到卡萝尔帮助艾莉西亚，而看到和艾莉西亚一模一样的眼神的卡萝尔。
卡萝尔（聲：井上穗乃花）
有着浅蓝紫色的头发和眼睛。做过和艾莉西亚同样引人注目的事（为了救艾莉西亚），而被莉兹控制的珍剪乱了头发。看到艾莉西亚再次被冤枉，又再次帮助了艾莉西亚，导致珍看到眼前的卡萝尔的眼神像极了艾莉西亚。被艾丽西亚整理头发后，和艾莉西亚有着同样的发型。与梅尔是亲戚关系。

## 出版書籍

### 輕小說
| 冊數 | KADOKAWA       | KADOKAWA               |
| 冊數 | 發售日期       | ISBN                   |
| ---- | -------------- | ---------------------- |
| 1    | 2019年8月15日  | ISBN 978-4-04-735695-5 |
| 2    | 2021年2月15日  | ISBN 978-4-04-736502-5 |
| 3    | 2021年9月15日  | ISBN 978-4-04-736754-8 |
| 4    | 2022年9月15日  | ISBN 978-4-04-737163-7 |
| 5    | 2023年8月12日  | ISBN 978-4-04-737605-2 |
| 6    | 2024年3月15日  | ISBN 978-4-04-737855-1 |
| 7    | 2024年10月15日 | ISBN 978-4-04-738137-7 |
| 8    | 2025年7月15日  | ISBN 978-4-04-738525-2 |

### 漫畫
| 冊數 | KADOKAWA       | KADOKAWA               | 台灣角川       | 台灣角川               |
| 冊數 | 發售日期       | ISBN                   | 發售日期       | ISBN                   |
| ---- | -------------- | ---------------------- | -------------- | ---------------------- |
| 1    | 2020年12月28日 | ISBN 978-4-04-736447-9 | 2022年12月22日 | ISBN 978-626-352-062-2 |
| 2    | 2021年10月1日  | ISBN 978-4-04-736791-3 | 2022年12月22日 | ISBN 978-626-352-063-9 |
| 3    | 2022年9月1日   | ISBN 978-4-04-737150-7 | 2023年10月26日 | ISBN 978-626-378-057-6 |
| 4    | 2023年8月12日  | ISBN 978-4-04-737586-4 | 2024年12月19日 | ISBN 978-626-400-990-4 |
| 5    | 2024年9月30日  | ISBN 978-4-04-738168-1 |                |                        |
| 6    | 2025年8月1日   | ISBN 978-4-04-738530-6 |                |                        |

## 電視動畫

### 製作人員
- 原作：大木戶泉
- 原作漫畫：保志明里（作畫）
- 導演：柳瀬雄之
- 劇本統籌：平林佐和子
- 角色設計：渡部裕子
- 色彩設計：渡邊亞紀
- 美術監督：深谷知穂
- 攝影監督：野村雪菜
- 音響監督：土屋雅紀
- 音樂：日向萌
- 動畫製作：MAHO FILM

### 主題曲
片頭曲
主唱：Liyuu，作詞：柿沼雅美，作曲、編曲：白戶佑輔
片尾曲
主唱：來栖凜，作詞、作曲：Junxix.，編曲：kazuboy.

### 各話列表
| 話數   | 標題               | 劇本       | 分鏡       | 演出     | 作畫監督                                                             | 總作畫監督                                   | 首播日期       |
| ------ | ------------------ | ---------- | ---------- | -------- | -------------------------------------------------------------------- | -------------------------------------------- | -------------- |
| 第1話  | 惡女與肌肉鍛鍊     | 平林佐和子 | 柳瀨雄之   | 柳瀨雄之 | 柳瀨雄之                                                             | 出口花穗                                     | 2024年 10月1日 |
| 第2話  | 惡女與接吻         | 平林佐和子 | 柳瀨雄之   | 柳瀨雄之 | 柳瀨雄之                                                             | 出口花穗                                     | 10月8日        |
| 第3話  | 惡女與非法入侵     | 平林佐和子 | 柳瀨雄之   | 柳瀨雄之 | 柳瀨雄之                                                             | 出口花穗                                     | 10月15日       |
| 第4話  | 惡女與花園         |            | 森健       | 日下直義 | 青木真理子 櫻井木之實 西田美弥子 舛舘俊秀 南伸一郎                   | 出口花穗 廣瀨良雄 大場優子 猪瀨愛美 舛舘俊秀 | 10月22日       |
| 第5話  | 惡女與惡役千金考試 | 平林佐和子 | 大薮恭平   | 大薮恭平 | 青木真理子 飯飼一幸 關口雅浩 南伸一郎                                | 出口花穗 廣瀨良雄 大場優子 猪瀨愛美 舛舘俊秀 | 10月29日       |
| 第6話  | 惡女與在身旁陪睡   | 岡田邦彥   | 森健       | 日下直義 | 久保富彥 櫻井木之實 西田美彌子 慧敏 瑞木晶 星野光 Studio Myu Revival | 出口花穗 廣瀨良雄 大場優子 猪瀨愛美 舛舘俊秀 | 11月5日        |
| 第7話  | 惡女與休息一下     | 平林佐和子 | 柳瀨雄之   | 柳瀨雄之 | 柳瀨雄之                                                             | 出口花穗                                     | 11月12日       |
| 第8話  | 惡女與大復活       | 羽良俊馬   | 森健       | 阿部雅司 | 韓承熙 金洋淑 金琡熺                                                 | 出口花穗                                     | 11月19日       |
| 第9話  | 惡女與抬下巴       |            | 大薮恭平   | 近藤伸隆 | 韓承熙 趙越 缪龍根 山下聖美 ANI-G                                    | 出口花穂 瀬尾吉弘 大場優子 猪瀨愛美          | 11月26日       |
| 第10話 | 惡女與過去         | 岡田邦彦   | 森健       | 廣嶋秀樹 | 朴乾河 鸣虫社 小朋 Revival                                           | 出口花穂 廣瀨良雄 大場優子 猪瀨愛美          | 12月3日        |
| 第11話 | 惡女與學園魅力     |            | 森健       | 柳瀨雄之 | 柳瀨雄之                                                             | 出口花穗                                     | 12月10日       |
| 第12話 | 惡女與聖女         | 平林佐和子 | 大久保富彦 | 前園文夫 | 趙越 缪龍根 巨巨 大樹                                                | 出口花穗 大場優子 猪瀨愛美                   | 12月17日       |
| 第13話 | 惡女與王子         | 平林佐和子 | 柳瀨雄之   | 柳瀨雄之 | 柳瀨雄之                                                             | 出口花穗                                     | 12月24日       |

### 播映平台
| 播映地區 | 播映平台    | 播映日期               | 播映時間         | 備註  |
| -------- | ----------- | ---------------------- | ---------------- | ----- |
| 部分地區 | Crunchyroll | 2024年10月1日—12月24日 | 星期二 （UTC+8） | [ 5 ] |

### BD＆DVD
| 卷數 | 發行日期       | 收錄話數     | 規格編號  | 規格編號   |
| 卷數 | 發行日期       | 收錄話數     | BD        | DVD        |
| ---- | -------------- | ------------ | --------- | ---------- |
| 1    | 2024年12月25日 | 第1話—第4話  | KAXA-8931 | KABA-11611 |
| 2    | 2025年1月24日  | 第5話—第8話  | KAXA-8932 | KABA-11612 |
| 3    | 2025年2月26日  | 第9話—第13話 | KAXA-8933 | KABA-11613 |

## 外部連結
- 成為小說家吧連載網站（日語）
- B's-LOG文庫特設網站 （页面存档备份，存于）（日語）
- 動畫官方網站（日語）
- 成為名留歷史的壞女人吧的X（前Twitter）（日語）